# The Punisher (gra komputerowa)
The Punisher – komputerowa gra akcji wydana przez THQ w 2005 roku, oparta na filmie Punisher. Bohaterem gry jest Punisher postać komiksowa z wydawnictwa Marvel Comics.

## Fabuła
Gra toczy się wokół losów Franka Castle (znanego teraz jako Punisher), byłego żołnierza, któremu wymordowano rodzinę. Frank po tragicznej śmierci rodziny zaprzysiągł wieczną wojnę przeciwko złu, zabijając każdego przestępce spotkanego na swej drodze. Jego śladem podąża doświadczony detektyw Martin Soap.

## Odbiór
- recenzja w Nowej Fantastyce 2005/7 s.69